# مهر المنجم
مهر المنجم هي رواية تاريخية للأطفال من تأليف جويس باركهاوس. نُشرت عام 1990 وفازت بأول جائزة آن كونور بريمر. تم تحويل رواية مهر المنجم إلى عمل تلفزيوني في عامي 1997 و1999.

## ملخص القصة
في رواية مهر المنجم، تصف جويس باركهاوس الحياة في بلدة تعدين فحم في كيب بريتون عند مطلع القرن، كما تتناول أهمية التعليم. تحكي الرواية قصة ويلي وجيم، وهي فرس تعمل في المناجم. ويلي فتى يبلغ من العمر أحد عشر عامًا، اضطُر بسبب ظروف عائلته إلى العمل كـ تراپر، عامل يفتح ويغلق أبواب التهوية، في منجم فحم، أما جيم فهي فرس من جزيرة سابل تعمل كـ بيت بوني، مهر منجم.
مع مرور الوقت، تتطور علاقة قوية بين الفتى والحصان أثناء عملهما معًا.
يسلط الكتاب الضوء على الواقع القاسي الذي يعيشه عمال المناجم الأطفال: من برد، وإرهاق، وخوف — وهي معاناة لم تقتصر على البشر فقط، بل عاشتها الخيول كذلك. وعندما يُحتجز ويلي وجيم في المنجم أثناء انهيار يُعرف بـ البامب— تساقط للصخور والخشب مع غبار خانق — يجد ويلي نفسه أمام خيار صعب: أن يهرب مع جيم، أو ينقذ حياة عامل شاب آخر. يختار ويلي إنقاذ حياة الشاب، حتى وإن كان ذلك على حساب فقدان جيم، وهو القرار الذي يمنحه حريته — حرية الخروج من المناجم ومتابعة تعليمه.
لكن المفاجأة تأتي لاحقًا، إذ تبيّن أن جيم كانت حاملاً، وتم إنقاذ مهرها مولودها الصغير.

## جوائز
حصلت رواية مهر المنجم على إشادة من جمعية المكتبات الكندية باعتبارها عملاً مميزًا، كما فازت بأول جائزة آن كونور بريمر عام 1991 عن الإسهام البارز في أدب الأطفال في منطقة الأطلسي بكندا.
وقد اختارها أمناء المكتبات في نوفا سكوشا بالإجماع ليتم إنتاجها كـ كتاب مسموع لصالح المعهد الكندي للمكفوفين، من أجل توزيعها على المستويين الوطني والدولي.

## الأفلام و المسلسلات التلفزيونية
تم إنتاج مهر المنجم كفيلم تلفزيوني على قناة شبكة سي بي سي من قبل شركة كوكران إنترتينمنت عام 1997، وقد فاز بثلاث جوائز منهم جائزة جمناي ثم تحوّل إلى مسلسل تلفزيوني مكوَّن من 44 حلقة.

## أنظر أيضاً
- أدب نوفا سكوشا